# Sindrome di Pepper
La sindrome di Pepper è una sindrome anatomo-clinica caratterizzata da epatomegalia, conseguente a metastatizzazione al parenchima epatico del neuroblastoma, un tumore infantile maligno.

## Eponimo
La sindrome prende il nome da William Pepper, che per primo, nel 1901, ne descrisse il quadro clinico.